# دونالد فاركوهارسون
دونالد فاركوهارسون هو سياسي كندي، ولد في 27 يوليو 1834 في Lot 48, Prince Edward Island ‏ في كندا، وتوفي في 26 يونيو 1903 في شارلوت تاون في كندا. نشط حزبياً في الحزب الليبرالي في جزيرة الأمير إدوارد ‏ والحزب الليبرالي الكندي. وقد انتخب عضو مجلس العموم الكندي وانتخب رئيس وزراء جزيرة الأمير إدوارد ‏ (1 أغسطس 1898 – 29 ديسمبر 1901).